# Avco/Pratt & Whitney T800
L’'Avco/Pratt & Whitney T800-APW (désignation de la compagnie APW34) était un turbomoteur pour hélicoptères, produit par une coentreprise entre Avco Lycoming and Pratt & Whitney. Le moteur fut développé pour le programme d'hélicoptère de reconnaissance armée LHX de l’US Army (celui qui verra la naissance du RAH-66 Comanche), mais perdit face à son concurrent le LHTEC T800 en 1988